# Yuan Xinyue
Yuan Xinyue (chinesisch 袁心玥, Pinyin yuán xīn yuè; * 21. Dezember 1996 in Chongqing) ist eine chinesische Volleyballspielerin.
Yuan spielt in der chinesischen Nationalmannschaft und wurde 2014 in Italien Vizeweltmeisterin. 2015 wurde sie Asienmeisterin und siegte beim World Cup in Japan. Ein Jahr später gewann sie bei den Olympischen Spielen 2016 in Rio de Janeiro die Goldmedaille. 2018 gewann Yuan mit der Nationalmannschaft bei der Nations League und bei der Weltmeisterschaft in Japan jeweils Bronze und siegte bei den Asienspielen in Jakarta. 2019 gewann sie erneut Bronze bei der Nations League und erneut den World Cup in Japan. Bei den Olympischen Spielen erreichte sie 2021 in Tokio Platz neun und 2024 in Paris Platz fünf. Außerdem siegte sie 2022 erneut bei den Asienspielen in Hangzhou und wurde 2023 Zweite bei der Nations League.
Yuan spielte von 2013 bis 2014 bei Guangdong Evergrande und anschließend bei Bayi Shenzhen, mit dem sie 2015 die chinesische Meisterschaft gewann. 2017/18 wurde die Mittelblockerin an Jiangsu Zenith Steel ausgeliehen und wurde Meisterschafts-Dritte. Von 2020 bis 2024 spielte sie bei Tianjin Bohai Bank. Seit 2024 spielt Yuan in der Türkei bei VakıfBank Spor Kulübü.
Yuan wurde in ihrer Karriere vielfach als „Wertvollste Spielerin (MVP)“ und „Beste (Mittel)blockerin“ ausgezeichnet.